# Deutsche Botschaftsschule Teheran
Die Deutsche Botschaftsschule Teheran (DBST; früher Deutsche Schule Teheran DST) wurde 1980 als Nachfolgeeinrichtung der Deutschen Schule Teheran gegründet, die einmal die größte Deutsche Auslandsschule war.
Sie teilt ihren Campus mit der ehemaligen British School, Teheran (BST). Nach der Schließung der BST im Jahr 2011 erwarb die DBST die Vermögenswerte der BST und gründete eine internationale Abteilung, die auf dem ehemaligen BST-Campus arbeitet. Sie befindet sich im Stadtteil Dowlat in der iranischen Hauptstadt Teheran.
An der DBST kann das Deutsche Internationale Abitur nach Klasse 12, die Oberstufenreife oder der Realschulabschluss nach Klasse 10 und der Hauptschulabschluss nach Klasse 9 erworben werden. Die KMK überprüft die Qualität der Abschlüsse. Ein deutschsprachiger Kindergarten ergänzt das Bildungsangebot.
Der Deutschen Schule ist eine internationale Abteilung angegliedert, die englischsprachigen Unterricht nach dem IB-System bis Klasse 8 anbietet.
An der DBST unterrichten 8 vermittelte Auslandsdienstlehrkräfte, 15 deutschsprachige Ortslehrkräfte und 9 deutschsprachige Kindergärtnerinnen in der deutschen Schule. Im Schuljahr 20/21 wurden rund 300 Schüler- und Schülerinnen unterrichtet.
Die DBST stellt durch ein differenziertes Sprachenkonzept die Voraussetzungen für den Erwerb aktiver Mehrsprachigkeit. Die internationale Abteilung vermittelt durch englischsprachigen Unterricht und zusätzlichen Deutschunterricht Bedingungen für den Erwerb des Deutschen Internationalen Abiturs an dieser Schule oder für den Übertritt an eine internationale Schule weltweit.
Die Deutsche Botschaftsschule steht als anerkannte Deutsche Auslandsschule in der Tradition einer deutschen Schule in Teheran seit 1907. Die Arbeit dient der Pflege der partnerschaftlichen Beziehung zwischen Deutschland und dem Gastland Iran. 

## Geschichte
Ein Kulturabkommen zwischen Deutschland und Iran führte 1907 zur Gründung der ersten deutschen Schule in Teheran. Sie wurde von der Deutschen Reichsregierung und von der Persischen Regierung subventioniert und war gut ausgestattet mit Labors, einer Schulküche, Sportanlagen, einem Internat für auswärtige Schüler und einem Lehrerwohnhaus. Unterrichtet wurden zunächst 300 Schüler, die in der Mehrzahl Perser waren. Die Schule wuchs bis zum Ersten Weltkrieg auf 700 Schüler an. Das Lehrerkollegium bestand aus deutschen und persischen Lehrkräften. Die Unterrichtssprachen waren deutsch und persisch. Viele Absolventen der deutschen Schule führten ihre Studien in Deutschland fort und hatten später Positionen in der höheren Verwaltung im Iran inne oder waren maßgeblich bei der technischen Entwicklung ihres Heimatlandes beteiligt.
Die deutsch-persische Bildungspolitik führte 1925 zur Gründung einer deutsch-persischen Berufsschule. Sie wurde Vorbild für die Gründung weiterer Berufsschulen im Iran.
Im Jahr 1932 eröffnete die deutsche Kolonie in Teheran eine deutsche Schule für deutschsprachige Kinder. Diese Schule musste im Zweiten Weltkrieg schließen, nachdem 1941 die deutschen Lehrer nach der Besetzung der Alliierten interniert wurden. Durch die beiden Weltkriege und die damit verbundenen politischen Auswirkungen wurde die Entwicklung der deutsch-iranischen Schulgründungen unterbrochen. Erst 1955 konnte wieder eine deutsche Schule, die DST in Teheran eröffnet werden. Diese Schule begann ihren Unterrichtsbetrieb mit zunächst 100 Schülern aus der deutschen Kolonie, wuchs aber schnell an und zählte im Jahr 1976 fast 2000 Schüler vom Kindergarten bis zur Klasse 13 zur größten und renommiertesten deutschen Schule im Ausland. Die DST war berechtigt, die in Deutschland anerkannten Schulabschlüsse abzunehmen und führte 1964 erstmals eine deutsche Abiturprüfung in Teheran durch. In dieser Zeit wurde sie aus dem Zentrum Teherans in die Yakhchal-Straße im Stadtteil Gholhak umgesiedelt, wo sehr viele Bundesdeutsche und Schweizer lebten.
Durch ein besonderes Kulturabkommen konnten auch begabte iranische Kinder ab Klasse 5 die Deutsche Schule Teheran besuchen. Sie stellten in der Oberstufe zwei Drittel der Schüler und hatten die besten Abiturabschlüsse.
Da die Kapazitäten der DST aber begrenzt waren und der Andrang der Schüler groß, wurde 1975 die Iranisch-deutsche Schule gegründet, in der deutsch-iranische Kinder eine qualifizierte zweisprachige Schulbildung bekommen konnten. Im Frühjahr 1980 musste die Deutsche Schule ihren Betrieb einstellen, da die neuen Regelungen nach der Islamischen Revolution den Betrieb ausländischer Schulen nicht mehr zuließen.
Doch schon wenige Monaten später nach den Sommerferien im September 1980 konnte mit Hilfe der Deutschen Botschaft die Deutsche Botschaftsschule Teheran (DBST) eröffnet werden und den Unterrichtsbetrieb für die verbliebenen deutschsprachigen Kindern und andere ausländische Kinder, die eine deutsche Schulbildung wollten, aufnehmen.
In den 1990er Jahren zog die Schule vom Stadtteil Gholhak neben die Residenz der Britischen Botschaft in der Schariati-Straße (شريعتى) im Stadtteil Dowlat. Nach der Erstürmung der britischen Botschaft am 29. November 2011 war die Schule einige Tage geschlossen, und die britische Botschaft stellte ihre Tätigkeit bis auf weiteres ein. Die deutsche Botschaftsschule konnte jedoch ihren Betrieb wieder aufnehmen und bot von nun an den vormaligen Schülern der britischen Schule ein englischsprachiges Programm an.

## Bekannte ehemalige Schüler
- Christopher Blenkinsop, Musiker
- Jasmin Tabatabai, Schauspielerin und Sängerin
- Ahmad Matin-Daftari, Politiker[1]
- Sudabeh Mohafez, Schriftstellerin